# Pteris acutangula
Pteris acutangula là một loài dương xỉ trong họ Pteridaceae. Loài này được Nees mô tả khoa học đầu tiên năm 1847.
Danh pháp khoa học của loài này chưa được làm sáng tỏ. 